# Emmen (Países Baixos)
Emmen é uma cidade e município no nordeste dos Países Baixos.